# Ipswich
Ipswich es un distrito no metropolitano y capital del condado de Suffolk (Inglaterra), en Reino Unido, situado en el estuario del río Orwell. Las ciudades más próximas son Felixstowe en Suffolk, Harwich en Essex y Colchester, también en Essex. La ciudad sobrepasa los límites de la villa significativamente, solamente el 85% de su población vive dentro de ella según el censo de 2001 cuando era el tercer mayor asentamiento del Reino Unido en la región del Este de Inglaterra y la 38.ª área urbana más grande de Inglaterra.

## Historia
Ipswich es una de las ciudades más antiguas de Inglaterra; incluso se afirma que es la ciudad más antigua que aún existe y que fue establecida y desarrollada por los ingleses sobre asentamientos continuos desde los primeros tiempos anglosajones.

### Asentamiento romano
En Walton, cerca de Felixstowe (a 21 km de Ipswich), se encontraba un gran fuerte romano, parte de las defensas costeras de Gran Bretaña, y la villa romana más grande de Suffolk (posiblemente un complejo administrativo) se encontraba en Castle Hill (noroeste de Ipswich).

### Edad Media

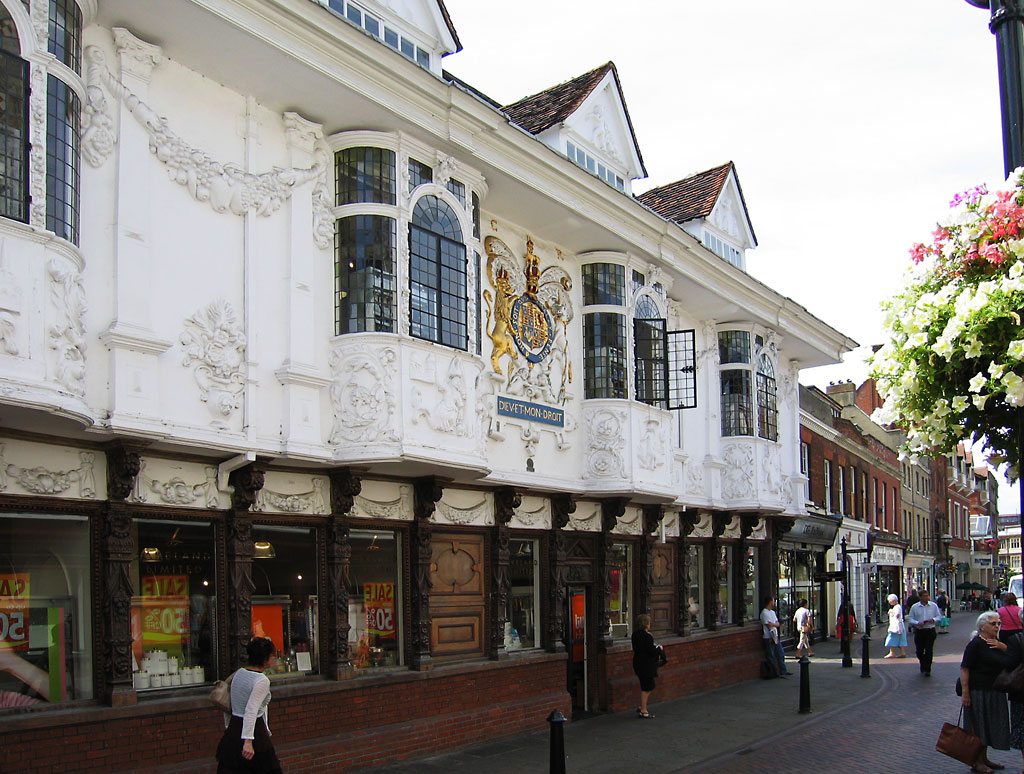
La Ancient House de Ipswich está decorada con un ejemplo particularmente fino de pargeting.

La ciudad moderna tomó forma en la época anglosajona (siglos VII y VIII) alrededor del puerto de Ipswich. A medida que los estados costeros del noroeste de Europa emergieron del colapso del Imperio romano, el comercio y las comunicaciones esenciales en el mar del Norte entre el este de Gran Bretaña y el continente (especialmente con Escandinavia y a través del Rin) pasaron a través de los antiguos puertos romanos de Londres (que daban servicio a los reinos de Mercia, Essex, Kent) y York (al servicio del reino de Northumbria).
Gipeswic (también en otras grafías como Gippeswich) surgió como el equivalente a estos, sirviendo al reino de Estanglia; sus primeras mercancías importadas datan de la época del rey Redvaldo, gobernante de Estanglia entre 616 y 624. El famoso barco funerario en el cercano Sutton Hoo (a 14 km) es probablemente su tumba. El Museo de Ipswich alberga réplicas de los tesoros romanos de Mildenhall y Sutton Hoo. Una galería dedicada a los orígenes de la ciudad incluye armas, joyas y otros artefactos anglosajones.
La ciudad del siglo VII tenía su centro cerca del muelle. Alrededor del año 700 d. C., los alfareros frisones de la zona de los Países Bajos se establecieron en Ipswich y establecieron las primeras alfarerías a gran escala en Inglaterra desde la época romana. Sus productos se comercializaban por toda Inglaterra y la industria fue exclusiva de Ipswich durante 200 años. Con una prosperidad creciente, alrededor del año 720 d. C. se construyó una gran parte nueva de la ciudad en el área de Buttermarket. Ipswich se estaba convirtiendo en un lugar de importancia nacional e internacional. Partes del antiguo plan vial aún sobreviven en sus calles modernas.
Después de la invasión del año 869, Ipswich cayó bajo el dominio vikingo. Las murallas de tierra que rodean el centro de la ciudad probablemente fueron levantadas por los vikingos en Ipswich alrededor del año 900 para evitar su reconquista por los ingleses, pero no tuvieron éxito. En la ciudad operó una casa de moneda bajo licencia real del rey Edgar en la década de 970, que continuó durante la conquista normanda hasta la época del rey Juan, aproximadamente en 1215. La abreviatura Gipes aparece en las monedas.
El rey Juan concedió a la ciudad su primer fuero en 1200, sentando las bases medievales de su gobierno civil moderno. A partir de entonces, Ipswich mantuvo firmemente su jurisdicción sobre Liberty of Ipswich, un área administrativa que se extiende sobre unos 35 kilómetros cuadrados con centro en la ciudad.
En los siguientes cuatro siglos aprovechó al máximo su riqueza. Cinco grandes casas religiosas, incluidos dos prioratos agustinos (San Pedro y San Pablo, y Santísima Trinidad, ambos de mediados del siglo XII), y los de Ipswich Greyfriars (franciscanos, antes de 1298), Ipswich Whitefriars (carmelitas, fundado entre 1278 y 1279) y Ipswich Blackfriars (dominicanos, antes de 1263), se encontraba en el Ipswich medieval. El último prior carmelita de Ipswich fue el célebre John Bale, autor del drama en verso histórico inglés más antiguo (Kynge Johan, c. 1538). También hubo varios hospitales, incluido el leprosario de Santa María Magdalena, fundado antes de 1199.
Durante la Edad Media, el Santuario Mariano de Nuestra Señora de Gracia fue un famoso destino de peregrinación y atrajo a muchos peregrinos, incluidos Enrique VIII y Catalina de Aragón. Durante la Reforma, la estatua fue llevada a Londres para ser quemada, aunque algunos afirman que sobrevivió y aún se conserva en Nettuno, Italia.
Alrededor de 1380, Geoffrey Chaucer satirizó a los comerciantes de Ipswich en Los cuentos de Canterbury. El cardenal Thomas Wolsey nació en Ipswich en 1473 como hijo de un rico terrateniente. Uno de los aliados políticos más cercanos de Enrique VIII, fundó un college en la ciudad en 1528, que fue durante su breve duración una de las sedes de la Escuela de Ipswich. Sigue siendo una de las figuras más famosas de la ciudad.

### Edad Moderna

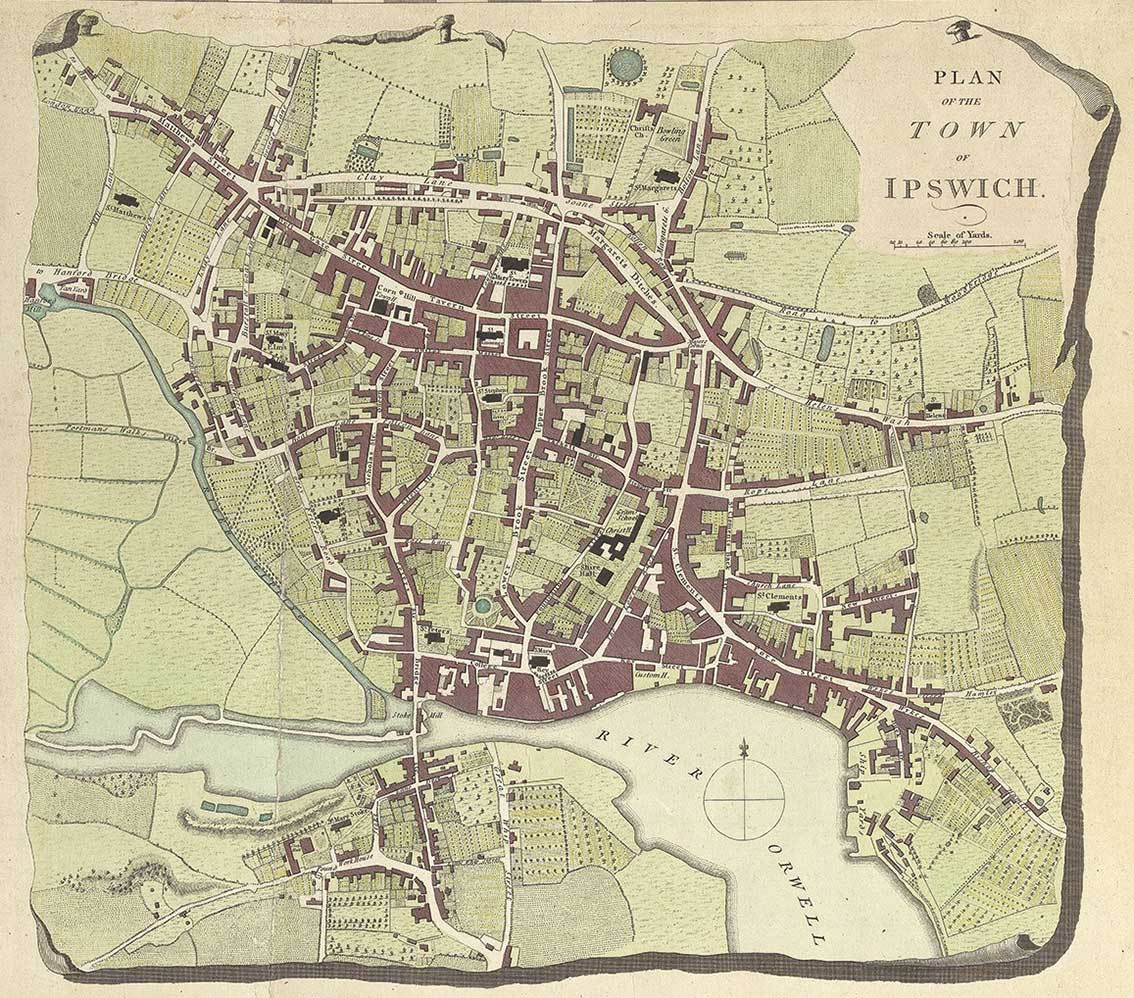
Mapa antiguo de Ipswich, extraído del mapa de Suffolk de 1783 de Hodskinson.

Durante los siglos XIV al XVII, Ipswich fue un kontor de la Liga Hanseática, y el puerto se utilizó para importaciones y exportaciones al Báltico. En la época de la reina María, los mártires de Ipswich fueron quemados en la hoguera en Cornhill por sus creencias protestantes. Un monumento que conmemora este evento se encuentra ahora en Christchurch Park. Ipswich fue un centro de imprenta, librería y almacén de libros continentales en el siglo XVI. De 1611 a 1634, Ipswich fue un importante centro de emigración a Nueva Inglaterra. Esto fue alentado por el profesor municipal, Samuel Ward. Su hermano Nathaniel Ward fue primer ministro de Ipswich, Massachusetts, donde un promontorio recibió el nombre de 'Castle Hill' en honor al lugar de ese nombre en el noroeste de Ipswich, Reino Unido. Ipswich también fue uno de los principales puertos de embarque para los puritanos que partían de otras ciudades y pueblos de Anglia Oriental hacia la colonia de la bahía de Massachusetts durante la década de 1630, en lo que se conoce como la Gran Migración.

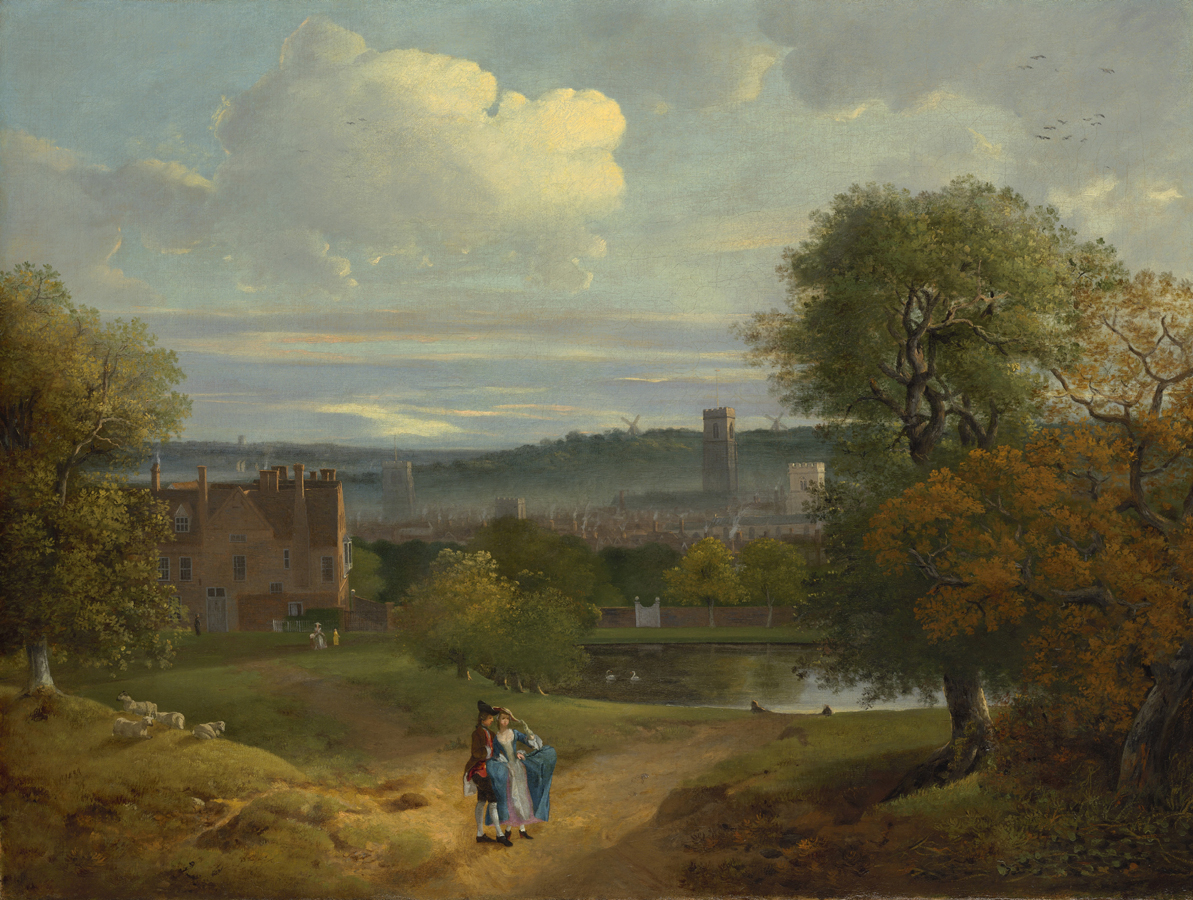
View of Ipswich from Christchurch Park, obra de Thomas Gainsborough, c. 1746-49.

El pintor Thomas Gainsborough vivió y trabajó en Ipswich. En 1835, Charles Dickens se quedó en Ipswich y lo utilizó como escenario para escenas de su novela Los papeles póstumos del Club Pickwick. El hotel donde residió abrió por primera vez en 1518; entonces se conocía como The Tavern y más tarde pasó a ser conocido como Great White Horse Hotel. Dickens hizo famoso el hotel en el capítulo XXII de su novela, describiendo vívidamente los serpenteantes pasillos y escaleras del hotel.

### SiglosXIXyXX

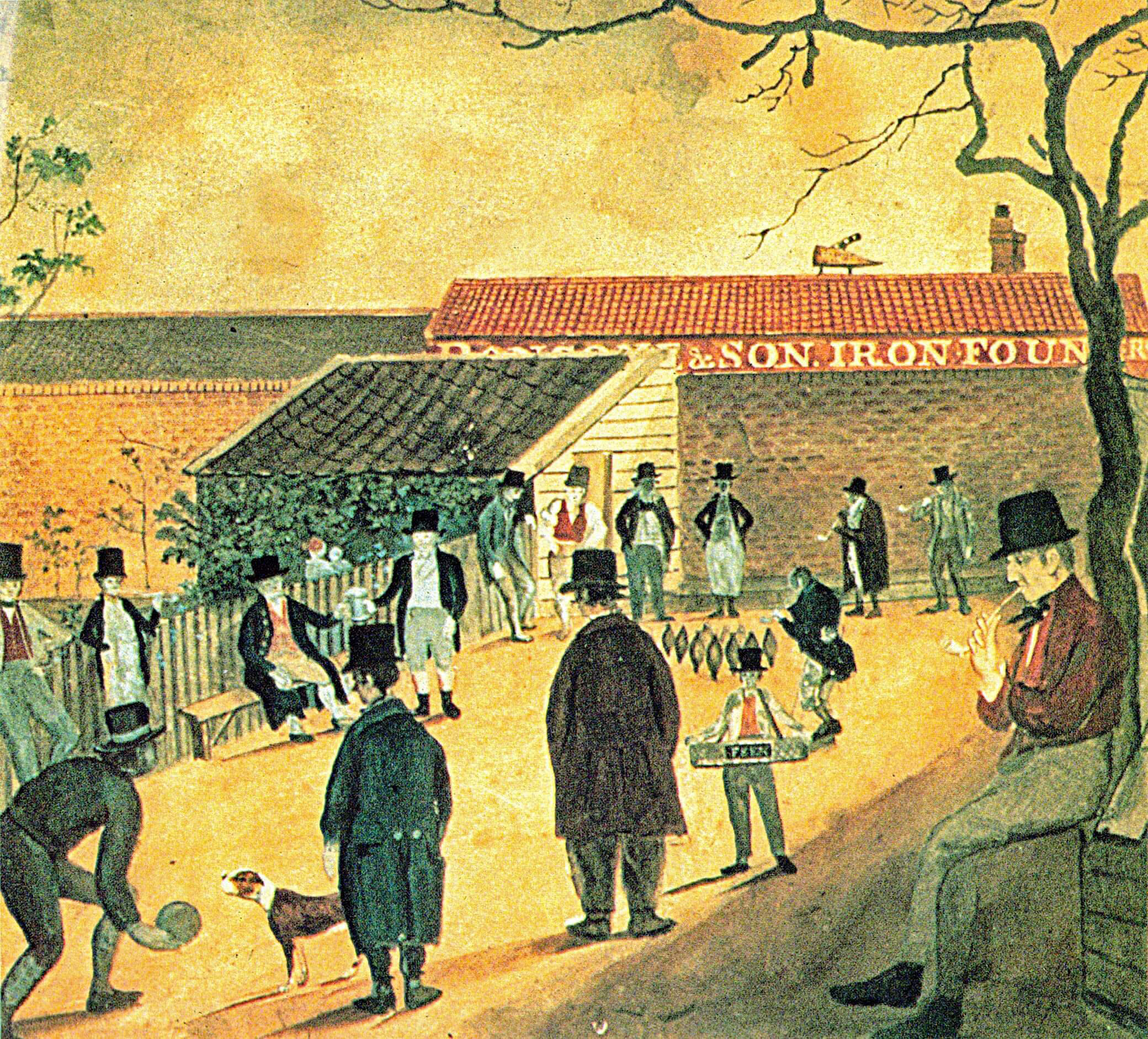
Una pintura de alrededor de 1810 de una bolera al aire libre cerca de Ransome & Son Foundry, una de las empresas que formarian luego al antiguo fabricante de equipos agrícolas de Ipswich, Ransomes, Sims & Jefferies.

En 1824, el doctor George Birkbeck, con el apoyo de varios empresarios locales, fundó uno de los primeros Institutos de Mecánica que sobrevive hasta el día de hoy como sala de lectura y biblioteca independiente del Instituto Ipswich. El edificio está ubicado en el número 15 de Tavern Street.
A mediados del siglo XIX se descubrió el coprolito (estiércol animal fosilizado); el material se extraía y luego se disolvía en ácido, formando la mezcla resultante la base del negocio de fertilizantes de Fisons.
La cervecería Tolly Cobbold, construida en el siglo XVIII y reconstruida entre 1894 y 1896, es una de las mejores cervecerías victorianas del Reino Unido. Hubo una cervecería Cobbold en la ciudad desde 1746 hasta 2002, cuando Ridley's Breweries compró Tolly Cobbold. Felix Thornley Cobbold le legó la Christchurch Mansion a la ciudad en 1896. Las cervecerías más pequeñas incluyen St Jude's Brewery, situada en una cochera del siglo XVIII cerca del centro de la ciudad.
Ipswich fue objeto de bombardeos por zepelines alemanes durante la Primera Guerra Mundial, pero el mayor daño se produjo, con diferencia, durante los bombardeos alemanes de la Segunda Guerra Mundial. El área dentro y alrededor de los muelles quedó especialmente devastada. Ochenta civiles murieron por acción enemiga en el área del condado de Ipswich durante la última guerra. Las últimas bombas que cayeron sobre Ipswich impactaron en Seymour Road a las 2 de la madrugada del 2 de marzo de 1945, matando a nueve personas y destruyendo seis casas.
El Willis Building es un edificio revestido de vidrio propiedad de Willis Group. Diseñado por Norman Foster, el edificio data de 1974, cuando era conocido como el edificio Willis Faber & Dumas. Se convirtió en el monumento clasificado de grado I más joven de Gran Bretaña en 1991, siendo en ese momento uno de los dos únicos edificios catalogados que tenían menos de treinta años.
En septiembre de 1993, Ipswich y Arrás, en Nord Pas-de-Calais, Francia, se convirtieron en ciudades hermanadas, y una plaza en el nuevo desarrollo de Buttermarket recibió el nombre de Arras Square para marcar la relación.
Ipswich anteriormente tenía un aeropuerto municipal al sureste de la ciudad, que fue inaugurado en 1929 por Ipswich Corporation. El aeropuerto fue cerrado de manera controvertida en 1996. El sitio fue remodelado para albergar viviendas como la finca Ravenswood.

### SigloXXI

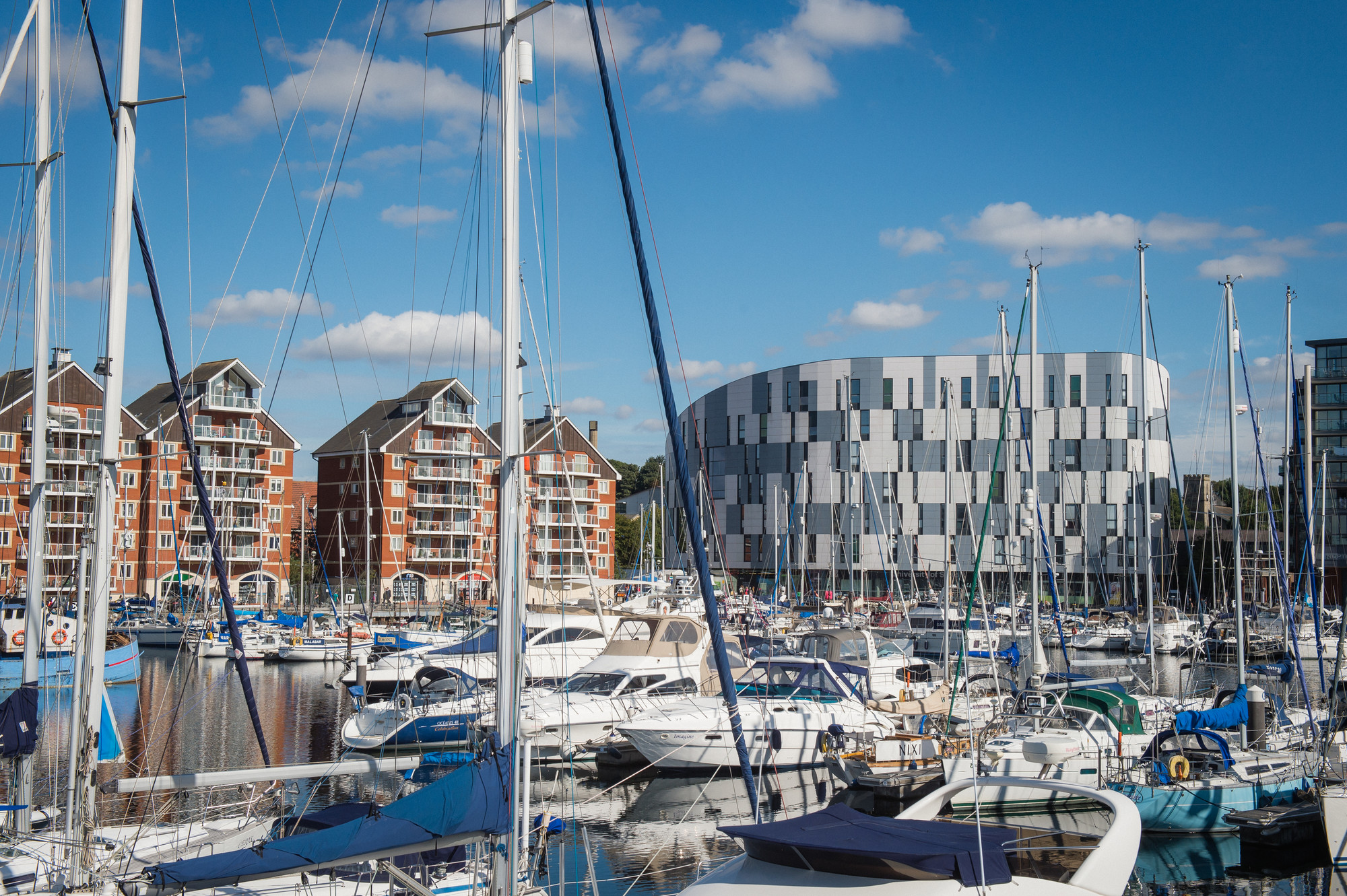
El Ipswich Waterfront.

Ipswich ha experimentado un auge de la construcción a principios del siglo XXI. La construcción se ha concentrado principalmente alrededor del antiguo muelle industrial que ahora se conoce como Ipswich Waterfront. La regeneración de la zona la ha convertido en un centro cultural en Ipswich, contando con excelentes restaurantes, un hotel boutique y la nueva universidad regional, la Universidad de Suffolk. Los nuevos edificios de gran altura de Regatta Quay encabezan la lista de los edificios más altos de Ipswich. El edificio de gran altura de uso mixto, Cranfield Mill, es actualmente el edificio más alto de Anglia Oriental.
Ipswich ha presentado varios proyectos infructuosos para obtener el estatus de ciudad. La ciudad no tiene catedral, por lo que el obispo de St Edmundsbury e Ipswich tiene su sede en Bury St Edmunds, la antigua ciudad condado de West Suffolk.

## Ciudad hermanada
- Arrás (Paso de Calais) - Francia